# 李法西
李法西（1916年—1985年8月3日），男，祖籍福建泉州，生于菲律宾，中国物理化学家、海洋化学家，曾任厦门大学教授、博士生导师。